# 有末四郎
有末 四郎（ありすえ しろう、1907年1月1日 - 1991年7月6日）は、日本の厚生官僚。医師。医学者、軍人。医学博士。専門分野は内科学。

## 生涯
北海道出身。有末孫太郎（村長・京極農場支配人・屯田工兵大尉）の子として生まれる。1932年北海道帝國大學医学部卒業。1937年同大学院（旧制）修了。1937年同医学部助手。その後、兄たちが所属する日本陸軍の衛生局に入隊。軍医となる。1944年北海道帝國大學で「Allergenに関する研究」にて医学博士を受く。1945年終戦により日本陸軍を離任。最終階級は陸軍軍医大尉。
1946年厚生省に入省。その後、北海道旭川保健所長。国立北海道第二療養所（現国立病院機構北海道医療センター）所長。北海道大学医学部客員臨床助教授を兼任。厚生省北海道医務出張所長。北海道大学医学部客員臨床教授を兼任。厚生省北海道医務局長。1977年厚生省停年退官。勲三等旭日中綬章受章。北海道立衛生学院長。1980年北海道栄養短期大学学長。1987年同退職。
1986年北海道開発功労賞・北海道功労賞受賞。

## 親族
- 子息に北海道対がん協会札幌がん検診センター副所長を務めた有末太郎がいる。
- 兄弟に有末精三（陸軍中将）、有末次（陸軍中将）がいる。[2]